# Očista
Očista (v anglickém originále The Purge) je americký dystopický akční a hororový film z roku 2013. Režie a scénáře se ujal James DeMonaco. Ve snímku hrají hlavní role Ethan Hawke, Lena Headeyová, Max Burkholder, Edwin Hodge, Adelaide Kane, Rhys Wakefield. Film je prequelem filmu Očista: Anarchie. Film byl oficiálně uveden do kin 7. června 2013. Přes smíšené recenze, film byl komerčně úspěšný, vydělal 89,3 milionů dolarů, což daleko předčilo 3 miliónový rozpočet. Jedná se o první díl série Očisty, v níž jsou na jednu noc v roce legalizovány všechny zločiny.

## Děj
V roce 2014 se k moci nad Spojenými státy dostali Noví otcové zakladatelé, což je krajně pravicová politická strana inspirovaná Otci zakladateli Spojených států amerických, a to jen díky odhlasování amerického lidu v návaznosti na ekonomický kolaps a vysokou míru kriminality. V roce 2016 Noví otcové zakladatelé vyhlásili 28. dodatek k Ústavě Spojených států, díky němuž se každý rok koná tradiční svátek "Očista", přičemž vůbec první Očista se konala v roce 2017. Očista se koná po dobu 12 hodin – každý rok od 19:00, 21. března do 7:00, 22. března, při níž jsou všechny zločiny (včetně vražd) povolené a veškeré složky jako policie, požární, záchranná a pohotovostní služba jsou nedostupné. Každoroční Očista má přesto svá omezení, jako je zákaz provádění Očisty na vládních úřednících nad hodnost 10 a použití zbraní nad třídu 4 (výbušná zařízení jako jsou granáty, raketomety, pancéřové pěsti či jakékoliv bomby). Porušení těchto dvou pravidel se trestá, nejčastěji smrtí. Očista má tedy za následek míru nezaměstnanosti na 1%, velmi nízkou kriminalitu a silnou ekonomiku Spojených států.
Dne 21. března 2022, se James Sandin, což je bohatý prodavač propracovaných bezpečnostních systémů určených právě pro noc Očisty, vrací domů v bohaté obytné oblasti Los Angeles, kde hodlá přečkat noc se svou ženou Mary a jeho dvěma dětmi, Zoey a Charliem. James ujišťuje sousedy, že bezpečnostní systém vyráběný jeho společností bude opravdu bezpečný. Sousedé zároveň podotýkají, že Sandinovi mají tak honosný dům jen díky penězům obdrženým za prodej bezpečnostních systémů právě svému sousedství. Ještě před odchodem do domu James na verandě vystaví kytici modrých baptisií symbolizující podporu Očisty.
Zatímco rodina čeká na příchod Očisty, Zoey si užívá chvíle se svým přítelem Henrym, osmnáctiletým chlapcem, kterého James nemá zrovna v lásce. Později rodina aktivuje bezpečnostní systém – veškerá okna a dveře se uzavřou za tlustou kovovou stěnou. Pro jistotu si však rodina rozdá zbraně. Následně se v televizoru spustí Bezpečnostní vysílací systém (v originále Emergency Broadcast System) oznamující zahájení Očisty, načež se symbolicky ozve šest krátkých zahoukání sirén: Očista začala. Následně se rodina rozprchne po celém domě a věnuje se svým běžným rutinám.
Zoey se vrátí do svého pokoje, kde nečekaně nalezne Henryho. Hodlá čelit Jamesovi a říct mu o vztahu se Zoey. Mezitím Charlie sleduje bezpečnostní kamery a všimne si raněného prchajícího muže, který volá o pomoc. Charlie dočasně vypne bezpečnostní systém a vpustí muže do domu. Silně rozrušený James přidrží muži hlaveň své zbraně u krku, ovšem přesně v tu chvíli se ukáže Henry, který napadne Jamese. James v sebeobraně zastřelí Henryho, načež neznámý muž prchne a zmizí kdesi v domě. V návaznosti na tyto události se rodina schová v řídicí místnosti, kde by měli být v bezpečí.
Zatímco James kárá Charlieho za vpuštění muže do domu, přímo před dům Sandinů přijde gang mladých lidí v maskách vyzbrojených palnými zbraněmi, sekerami a kladivy. Jejich vůdce si sundá masku a navrhne Jamesovi, aby jim onoho neznámého muže vydal, anebo násilně vnikne do domu a pozabíjí úplně všechny. James se rozhodne přistoupit k jeho návrhu. Mary se diví, proč to dělá, když mají tak špičkový bezpečností systém, ale James přizná, že zas až tak bezpečný není. Má jen za úkol odradit potenciální útočníky od nájezdu, a ne dům regulérně chránit před násilným vniknutím. Rozhodnou se tedy najít neznámého muže a vydat jej gangu čekajícímu venku. Ovšem poté, co muže konečně najdou, si uvědomí, že nejsou o nic lepší než gang venku. Ušetří jej a rozhodnou se dům bránit.
Termín předání vypršel a proto se gang začne dobývat dovnitř. Nejprve odříznou dům od přívodu elektrického proudu, a následně pomocí čtyřkolek a nákladního automobilu vytrhají kovové stěny, čímž si uvolní cestu dovnitř. Propukne krvavá řežba, při níž je James smrtelně zraněn. Zároveň vyjde najevo, že jejich sousedé opouští své domovy a masakrují gang venku. Mezitím jsou v domě Sandinovi pospolu, jelikož se je chystá jeden z Očistců – lidí účastňujících se Očisty – zabít. To se mu ale nepodaří, protože jej zastřelí sousedé přicházející Sandinovým na pomoc.
Když už se zdá, že je vše zdárně u konce, ukáže se, že ozbrojená sousedka Grace Ferrinová je zde za jiným účelem. Sousedé cítí vůči Sandinovým nenávist a hlubokou závist za to, kolik peněz James utržil za prodej bezpečnostních systémů. Když se sousedé chystají popravit rodinu Sandinů, vrátí se neznámý muž a zastřelí jednoho z nich. Ostatní sousedy drží jako rukojmí a osvobodí rodinu Sandinů. Ptá se Mary, jestli je má zastřelit, ale Mary nesouhlasí. Proto společně v klidu počkají až do 7:00, kdy se ozvou sirény oznamující ukončení Očisty. Následně jdou sousedé pryč a Mary děkuje muži za pomoc, kterou jim nakonec poskytl. Ten se jen rozloučí a odejde pryč.
Novinové zprávy později konstatují, že letošní Očista byla dosavadně nejúspěšnější ze všech.

## Obsazení
Rodina Sandinů
- Ethan Hawke jako James Sandin
- Lena Headeyová jako Mary Sandinová
- Adelaide Kane jako Zoey Sandinová
- Max Burkholder jako Charlie Sandin

Sousedi
- Arija Bareikis jako Grace Ferrinová
- Dana Bunch jako pan Ferrin
- Chris Mulkey jako pan Halverson
- Tisha French jako paní Halversonová
- Tom Yi jako pan Cali

Lidé účastňující se Očisty
- Rhys Wakefield jako vůdce skupiny
- John Weselcouch jako člověk účastňující se Očisty
- Alicia Vela-Bailey jako člověk účastňující se Očisty
- Aaron Kuban jako člověk účastňující se Očisty
- Boima Blake jako člověk účastňující se Očisty
- Nathan Clarkson jako člověk účastňující se Očisty
- Chester Lockhart jako člověk účastňující se Očisty
- Tyler Osterkamp jako člověk účastňující se Očisty
- RJ Wolfe jako člověk účastňující se Očisty
- Trazariah Shells jako člověk účastňující se Očisty

Ostatní
- Edwin Hodge jako Cizinec, kterého Charlie pustil do domu.
- Tony Oller jako Henry
- Karen Strassman jako Hlasatel
- Peter Bzovdas jako Dr. Peter Buynak

## Premiéra
Film měl premiéru na Stanley Film Festival 2. května 2013 a pro kina byl oficiálně vydán 7. června 2013 ve Spojených státech.
Očista byla vydána na DVD a Blu-ray 8. října 2013.

## Příjem

### Příjem
Rotten Tomatoes eviduje hodnocení na 37 % na základě 139 recenzí s váženým průměrem 5,1/10, přičemž většina recenzí film okomentovala slovy „Zčásti alegorie o společnosti, zčásti thriller o invizaci do domu. Očista se pokouší použít thrillerové prvky pro dosažení inteligentního bodu, ale nakonec to končí v bezhlavém násilí a únavném klišé." Film má skóre 41 ze 100 na Metacritic, založený na 33 kritiků, což znamená „smíšené nebo průměrné hodnocení". Entertainment Weekly komentuje film se slovy, že sice má potenciál, ale není schopen jej využít.

### Tržby
Ve svém zahajovacím víkendu, Očista dosáhla tržby 16,8 milionů dolarů v den zahájení a 34,1 milionu dolarů následující den. Film utržil 64,47 milionů dolarů v tuzemsku a 24,85 milionů dolarů mimo Spojené státy, tedy celkem 89,3 milionů dolarů po celém světě, a to s výrobním rozpočtem pouhých tří milionů dolarů.

## Pokračování
Vzhledem k celkovému úspěchu prvního filmu bylo natočeno pokračování jménem Očista: Anarchie, vytvořeného na základě Universal Pictures a Blumhouse. Očista: Anarchie měla premiéru po celém světě dne 18. července 2014. Film je zasazen v roce 2023, rok po prvním filmu. Edwin Hodge (Cizinec z prvního filmu) byl jediný člověk, který si zopakoval roli.
Třetí film s názvem Očista: Volební rok byl uveden do kin 1. července 2016. Odehrává se osmnáct let po prvním filmu a sleduje kandidátku na prezidentku USA, která by po úspěšném zvolení mohla každoroční Očistu zakázat.
Čtvrtý film, který je zároveň prequelem k prvnímu filmu - První očista -, odehrávající se během vůbec první Očisty, byl uveden do kin 4. července 2018. V létě téhož roku začala stanice USA Network vysílat seriál The Purge.